# Giovanni Pettenella
Giovanni Vanni Pettenella (Caprino Veronese, Verona, 28 de març de 1943 - Milà, 20 de febrer de 2010) va ser un ciclista italià, que fou professional entre 1965 i 1975. Es dedicà al ciclisme en pista, aconseguint els seus principals èxits quan encara era amateur.
El 1964 va prendre part en els Jocs Olímpics de Tòquio, aconseguint dues medalles, una d'or en la prova de velocitat individual, superant Sergio Bianchetto i Daniel Morelon; i una de plata en el quilòmetre contrarellotge, per darrere Patrick Sercu.

## Palmarès
- 1962
  -  Campió d'Itàlia de velocitat amateur
- 1964
  -  Campió d'Itàlia de tàndem amateur, amb Giordano Turrini
  -  Medalla d'or als Jocs Olímpics de Tòquio en velocitat individual
  -  Medalla de plata als Jocs Olímpics de Tòquio en quilòmetre contrarellotge
- 1968
  -  Medalla de bronze al Campionat del Món de ciclisme en pista de Roma en velocitat individual